# Ingo Dollinger
Joachim Ingo Dollinger (* 23. Januar 1929 in Schwäbisch Gmünd; † 11. Juni 2017 in Opfenbach) war ein deutscher römisch-katholischer Theologe, Priester und Leiter des Institutum Sapientiæ, der Hochschule des Engelwerkes in Anápolis, Brasilien. Ferner nahm er Funktionen in der Vatikanstadt und im Bistum Augsburg wahr.

## Leben
Seit 1948 studierte Dollinger Philosophie und Theologie an der Eberhard Karls Universität Tübingen. Am 25. Juli 1954 erhielt er in Zwiefalten im Bistum Rottenburg-Stuttgart die Priesterweihe von Bischof Carl Joseph Leiprecht. 1974 promovierte er mit der Dissertation Vergleich der Ehelehre in den deutschsprachigen Gesamtdarstellungen der katholischen Moraltheologie zum Doktor der Theologie. Im gleichen Jahr wechselte er von der Diözese Rottenburg-Stuttgart in die Diözese Augsburg und wurde Referent im Lokalsekretariat für die Nichtglaubenden und Nichtchristen des Bistums Augsburg, wo er 1982 als Pfarrer Seelsorger und Sekretär von Bischof Josef Stimpfle wurde. Unter seinem Einfluss kam der Bischof zu einer ablehnenden Beurteilung der Freimaurerei, die dann von der Glaubenskongregation in Rom übernommen wurde. 1986 wurde er im Bistum Augsburg inkardiniert und war Konsultor der Kongregation für die Selig- und Heiligsprechungsprozesse.
1983–2004 war Dollinger als Rektor der von den Regularkanonikern vom heiligen Kreuz geleiteten Hochschule des Engelwerkes Institutum Sapientiæ im Bistum Anápolis tätig und dortselbst Professor für Moraltheologie. Seit 1986 unterstützte er mit den Engelwerk-Priestern Heinrich Morscher und Richard Pühringer die vom vormaligen Jesuiten Andreas Hönisch gegründete Katholische Pfadfinderschaft Europas (KPE) bei der Gründung eines Ordens, der 1988 als Diener Jesu und Mariens (SJM) entstand. Dollinger ließ als einzige aktive Jugendgruppe in seiner Pfarrei die KPE zu. Aus dieser KPE-Gruppe gingen 2000–2012 vier Priesterweihen hervor. Die Priester bezeichneten die Zeit mit Dollinger einhellig als wichtigsten Impuls ihrer Berufungen. Nach eigenen Angaben aus dem Jahr 1992 gehörte Dollinger selbst dem Engelwerk nicht an. Von Dezember 1981 bis Februar 1995 wirkte er als Pfarradministrator in Petersdorf und im Nachbarort Alsmoos. In dieser Zeit kam es in beiden Orten zu Auseinandersetzungen um die Jugendarbeit der KPE. Der Konflikt, in dessen Mittelpunkt Dollinger stand, wurde auch überregional bekannt und in der breiten Öffentlichkeit besprochen. Mit 75 Jahren gab er, gezwungen durch schwere Krankheit, seine Tätigkeit in Brasilien auf.
Im Jahr 2016 behauptete Dollinger, das dritte Geheimnis von Fátima sei nach Angaben von Papst Benedikt XVI. nicht vollständig veröffentlicht worden. Im unveröffentlichten Teil sei von „einem schlechten Konzil und einer schlechten Messe, die in naher Zukunft kommen soll“ die Rede gewesen. In seiner ersten Presseerklärung seit seinem Verzicht auf das Papstamt im Jahr 2013 dementierte der emeritierte Papst Dollingers Angaben und gab an, nie mit Dollinger über Fátima gesprochen zu haben. Seine letzten Lebensjahre verbrachte Dollinger bei der St. Petrus-Bruderschaft im Opfenbacher Ortsteil Wigratzbad. Er war Autor mehrerer theologischer Bücher.

## Rezeption im Film
Das Verhältnis Ingo Dollingers zum Engelwerk und seine Tätigkeit gegenüber Schulkindern in der Gemeinde Petersdorf bildeten nach Angaben des Regisseurs und Drehbuchautors Hans Christian Schmid den realen Hintergrund des fiktiven Fernsehfilms Himmel und Hölle aus dem Jahr 1994.

## Werke (Auswahl)
- Viele Sekten, eine Kirche. Auer/Cassianeum, Donauwörth 1963, DNB 450976270
- Was jeder vom Konzil wissen sollte. Auer, Donauwörth 1967, DNB 456477977
- Die Zehn Gebote heute; Vom rechten Sein des Menschen. Pistis Verlag, München 1977, DNB 790028190
- Katechismus und Konzil. 3. Auflage. Pistis Verlag, München 1981, ISBN 978-3-88511-004-0
- Worauf es ankommt: Gedanken zum christlichen Leben. Pistis Verlag, München 1982, ISBN 978-3-88511-005-7